# أوغو بيرو
أوغو بيرو (بالإيطالية: Ugo Pirro) (و. 1920 – 2008 م) هو كاتب سيناريو إيطالي، ولد في باتيباليا، توفي في روما، عن عمر يناهز 88 عاماً.

## وصلات خارجية
- أوغو بيرو على موقع IMDb (الإنجليزية)
- أوغو بيرو على موقع قاعدة بيانات الفيلم (الإنجليزية)

- أوغو بيرو في قاعدة بيانات الأفلام على الإنترنت